# Filip Meirhaeghe
Filip Meirhaeghe (Gant, 5 de març de 1971) va ser un ciclista belga, que va competir en ciclisme de muntanya i ciclisme en ruta. Fou professional del 1996 al 2009 i el seu millor resultat els va obtenir en el camp a través, guanyant una medalla de plata als Jocs Olímpics de Sydney del 2000.
El 2004 va ser suspès durant 15 mesos per un positiu en EPO.

## Palmarès en ciclisme de muntanya
- 1996
  -  Campió de Bèlgica en Camp a través
- 1998
  -  Campió de Bèlgica en Camp a través
- 2000
  -  Medalla de plata als Jocs Olímpics de Sydney en Camp a través
  -  Campió d'Europa en Camp a través
- 2001
  -  Campió de Bèlgica en Camp a través
- 2002
  - 1r a la Copa del món en Camp a través
- 2003
  -  Campió del món en Camp a través
- 2006
  -  Campió de Bèlgica en Camp a través

## Palmarès en ruta
- 2006
  - 1r al Gran Premi Rudy Dhaenens